# Landhockey vid olympiska sommarspelen 1932
Landhockeyturneringen vid olympiska sommarspelen 1932 avgjordes i Los Angeles.

## Medaljfördelning
| Event               | Guld | Silver | Brons |
| Herrarnas turnering | Indien Richard Allen Muhammad Aslam Lal Bokhari Frank Brewin Richard Carr Dhyan Chand Leslie Hammond Arthur Hind Sayed Jaffar Masud Minhas Broome Pinniger Gurmit Singh Kullar Roop Singh William Sullivan Carlyle Tapsell | Japan Shunkichi Hamada Junzo Inohara Sadayoshi Kobayashi Haruhiko Kon Kenichi Konishi Hiroshi Nagata Eiichi Nakamura Yoshio Sakai Katsumi Shibata Akio Sohda Toshio Usami | USA William Boddington Harold Brewster Roy Coffin Amos Deacon Horace Disston Samuel Ewing James Gentle Henry Greer Lawrence Knapp David McMullin Leonard O'Brien Charles Sheaffer Frederick Wolters |

## Medaljtabell
| Pl. | Nation | Guld | Silver | Brons | Totalt |
| --- | ------ | ---- | ------ | ----- | ------ |
| 1   | Indien | 1    | 0      | 0     | 1      |
| 2   | Japan  | 0    | 1      | 0     | 1      |
| 3   | USA    | 0    | 0      | 1     | 1      |

## Lag
Turnering innehöll tre lag.
| Nr | Lag    | S | V | O | F | GM | IM | MS  | P |
| -- | ------ | - | - | - | - | -- | -- | --- | - |
| 1  | Indien | 2 | 2 | 0 | 0 | 35 | 2  | +33 | 4 |
| 2  | Japan  | 2 | 1 | 0 | 1 | 10 | 13 | −3  | 2 |
| 3  | USA    | 2 | 0 | 0 | 2 | 3  | 33 | −30 | 0 |

| Hemma \ Borta | Indien | Japan | USA  |
| Indien        | —      | 11–1  | 24–1 |
| Japan         | —      | —     | 9–2  |
| USA           | —      | —     | —    |